# Gare de Villeneuve-sur-Allier
Gare de Villeneuve-sur-Allier vasútállomás Franciaországban, Villeneuve-sur-Allier településen.

## Vasútvonalak
Az állomást az alábbi vasútvonalak érintik:
- Moret–Lyon-vasútvonal

## Kapcsolódó állomások
A vasútállomáshoz az alábbi állomások vannak a legközelebb:
- Gare de Chantenay-Saint-Imbert (Gare de Moret - Veneux-les-Sablons)
- Gare de Moulins-sur-Allier (Lyon-Perrache pályaudvar)